# Heaven (canción de Gotthard)
«Heaven» (Paraíso, en español) es el primer sencillo del quinto álbum de estudio de la banda de rock suiza Gotthard, Homerun, y fue publicado el 23 de noviembre de 2000. La canción es una balada rock compuesta por Leo Leoni, Chris von Rohr y Steve Lee; arreglada por Gotthard y producida por Leo Leoni y Chris von Rohr. 

## Sencillos
CD-Maxi Ariola 74321-80864-2 	23.11.2000
1. 	 (Radio Edit)	  	3:58
2. 	Heaven (Album Edit)		4:32
3. 	Come Along	  	4:54

## Posicionamiento
"Heaven" debutó en el puesto #6 en el chart suizo de sencillos el 26 de noviembre de 2000 y alcanzó el puesto #1 en la segunda quincena de diciembre de ese año, donde permaneció en el tope de la lista por dos semanas consecutivas. El 3 de junio de 2001 se ubicó por última vez en la lista de sencillos ocupando el puesto #61. Casi 6 años y medio después - el 25 de noviembre de 2007 - "Heaven" reingresa al chart suizo ocupando el puesto #60 permaneciendo 5 semanas en la lista. Casi un año después - el 30 de noviembre de 2008 - "Heaven" vuelve a reingresar a la lista en el #57 donde se queda por cuatro semanas más. El 17 de octubre de 2010, después de la trágica muerte del vocalista de Gotthard "Steve Lee", "Heaven" ingresa por cuarta vez al chart suizo y lo hace en el lugar #3. Una semana más tarde llega al #1, completando así un total de tres semanas al tope del ranking. Finalmente, el sencillo permaneció 47 semanas no consecutivas en el chart suizo.
| Listas (2000) | Máxima posición |
| ------------- | --------------- |
| Suiza         | 1               |

## Créditos y personal
- Steve Lee - Voz y compositor
- Leo Leoni - Compositor y productor
- Chris von Rohr - Compositor y productor
- Paul Lani - Mezcla
- Jürgen Koppers - Masterización
- Wolfgang Drechsler - Arreglos de cuerdas
- Martin Häusler - Diseño de arte